# اکساکس، گودول
اکساکس، گودول (به لاتین: Akçakese, Güdül) یک منطقهٔ مسکونی در ترکیه است که در استان آنکارا واقع شده‌است.